# Windstein
Windstein ist eine französische Gemeinde mit 168 Einwohnern (Stand 1. Januar 2021) im Arrondissement Haguenau-Wissembourg, im Département Bas-Rhin in der Europäischen Gebietskörperschaft Elsass und in der Region Grand Est. Die Gemeinde gehört zum Gemeindeverband Pays de Niederbronn-les-Bains.

## Geografie
Windstein liegt in einem stark bewaldeten Gebiet zwischen dem Forêt de Katzenthal und dem Forêt de Niederbronn an der ehemaligen Maginot-Linie. Zur Gemeinde gehört der Ort Jaegerthal.

## Bevölkerungsentwicklung
| Jahr                       | 1962 | 1968 | 1975 | 1982 | 1990 | 1999 | 2006 | 2016 |
| -------------------------- | ---- | ---- | ---- | ---- | ---- | ---- | ---- | ---- |
| Einwohner                  | 216  | 191  | 201  | 185  | 166  | 174  | 164  | 164  |
| Quellen: Cassini und INSEE |      |      |      |      |      |      |      |      |

## Sehenswürdigkeiten
- Burg Altwindstein
- Burg Neuwindstein.

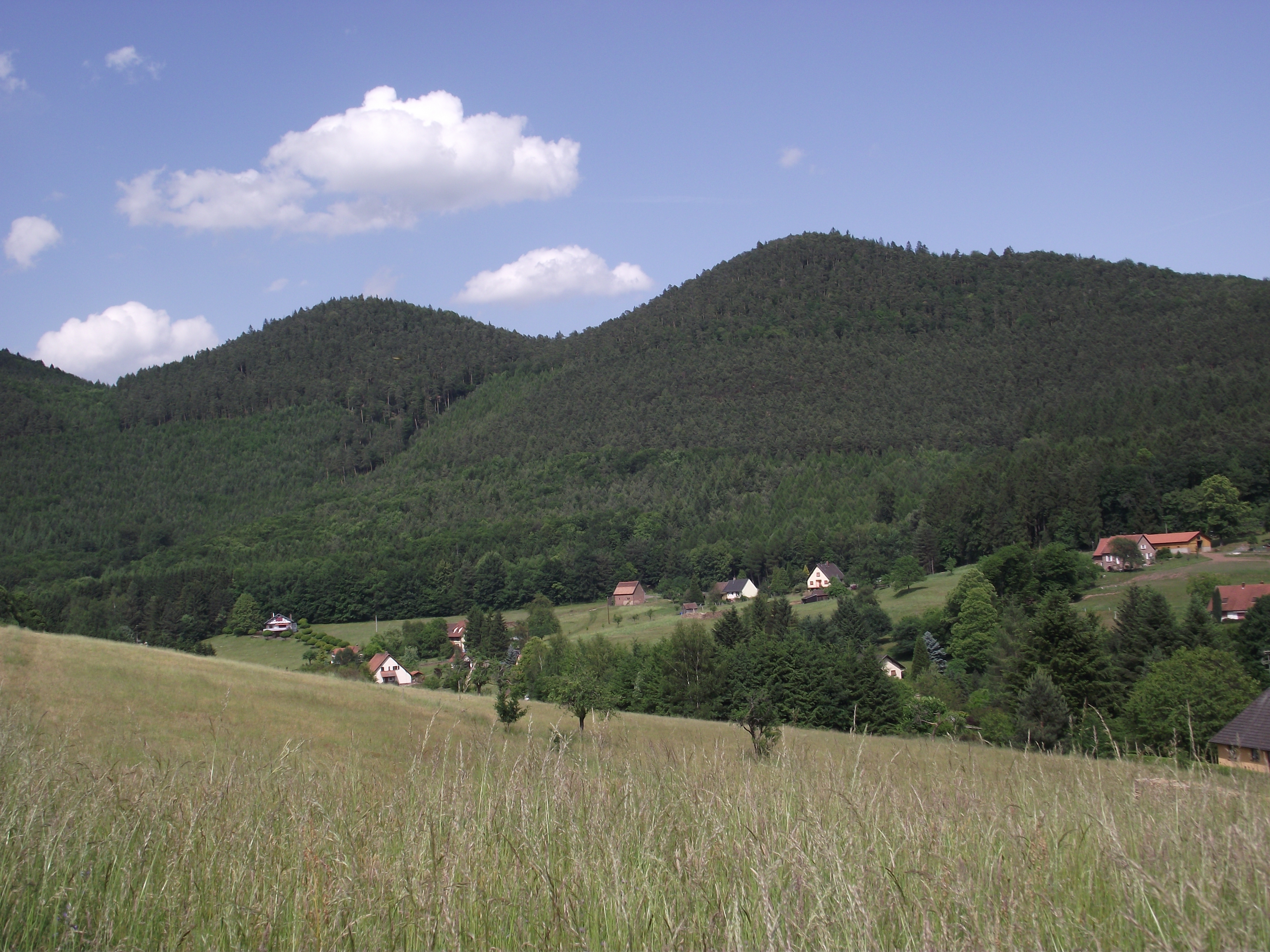
Mittelkopf (links) und Steinkopf (je 515 m) im Norden von Windstein
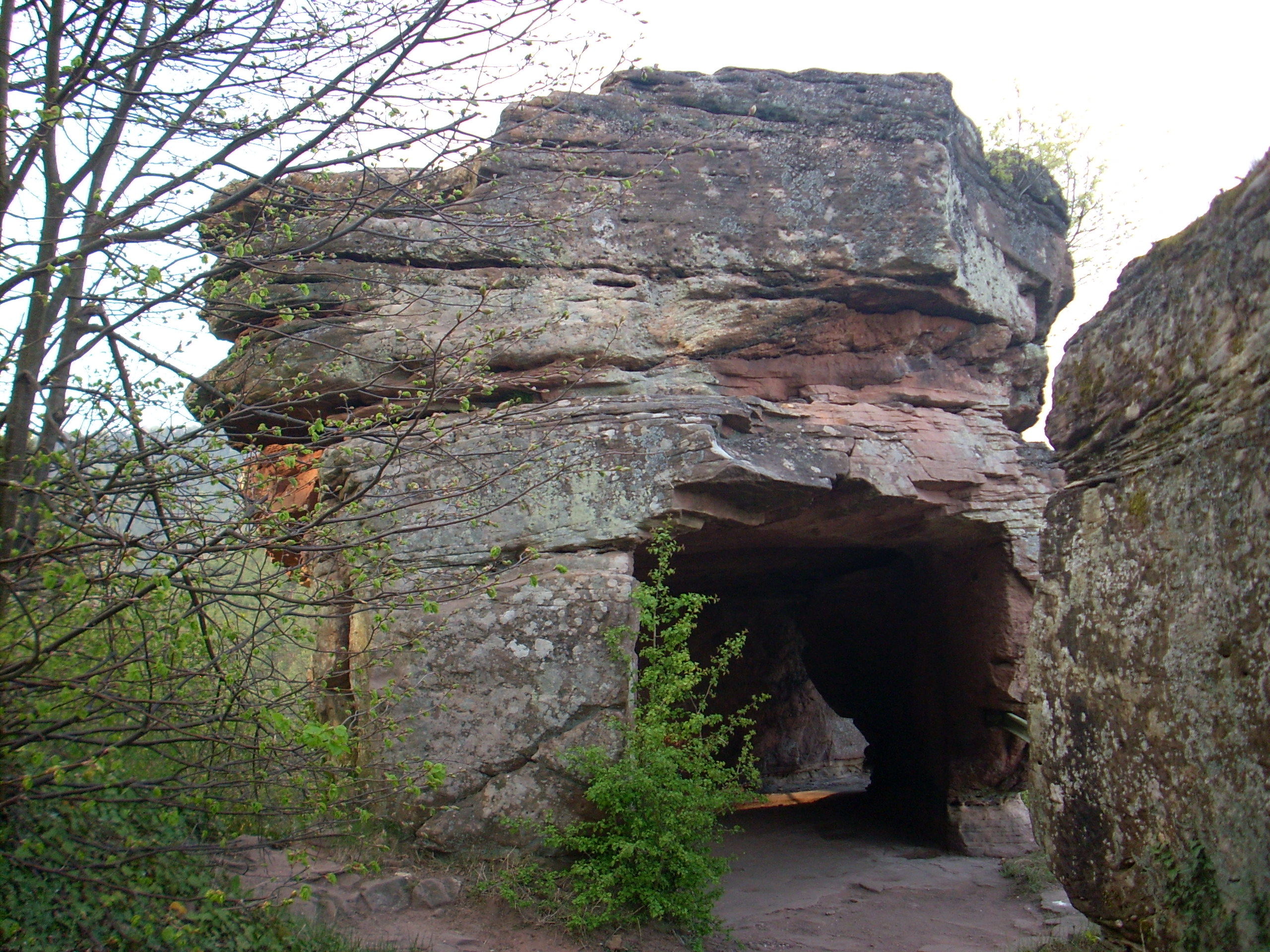
Burg Altwindstein
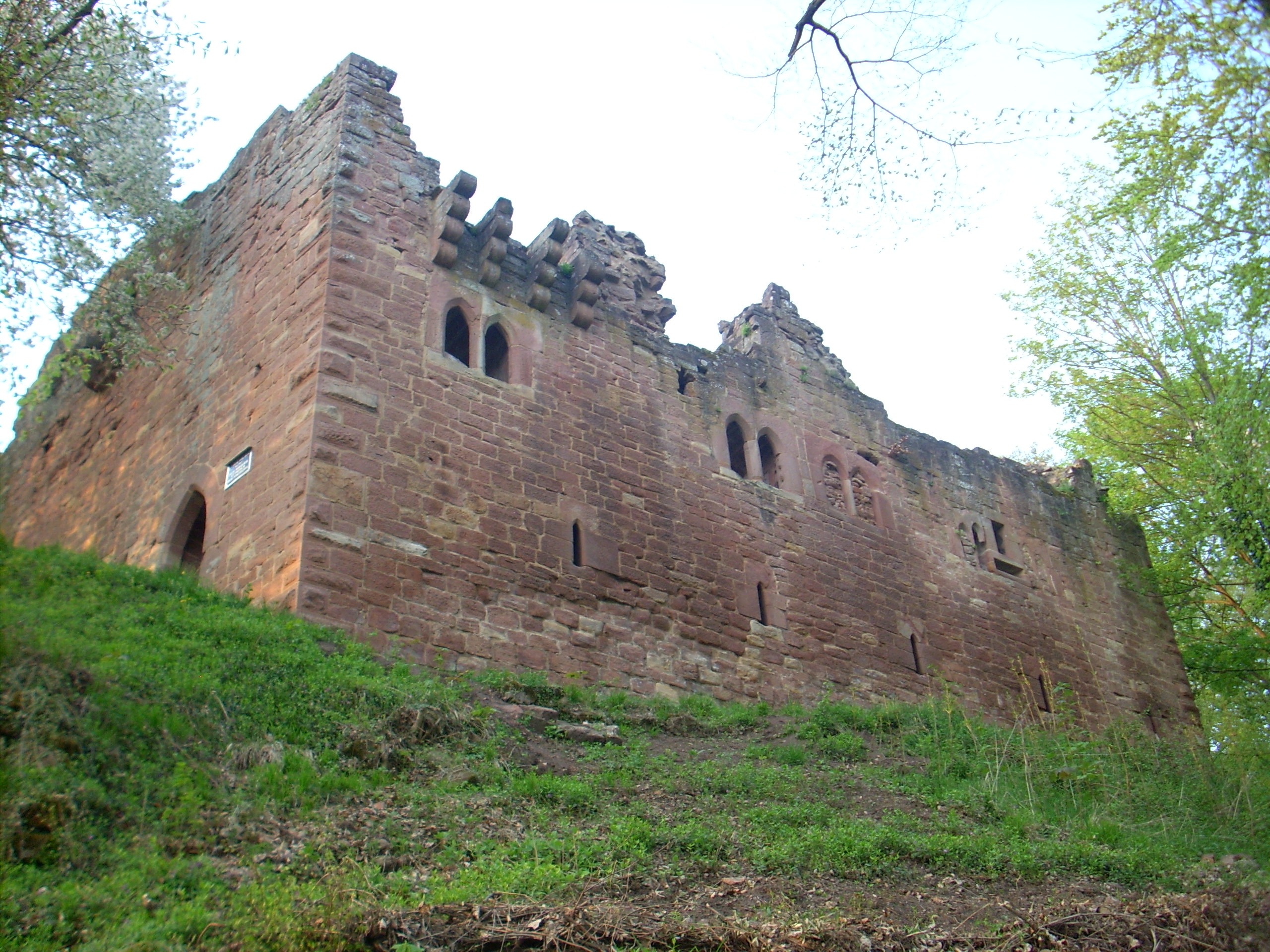
Burg Neuwindstein
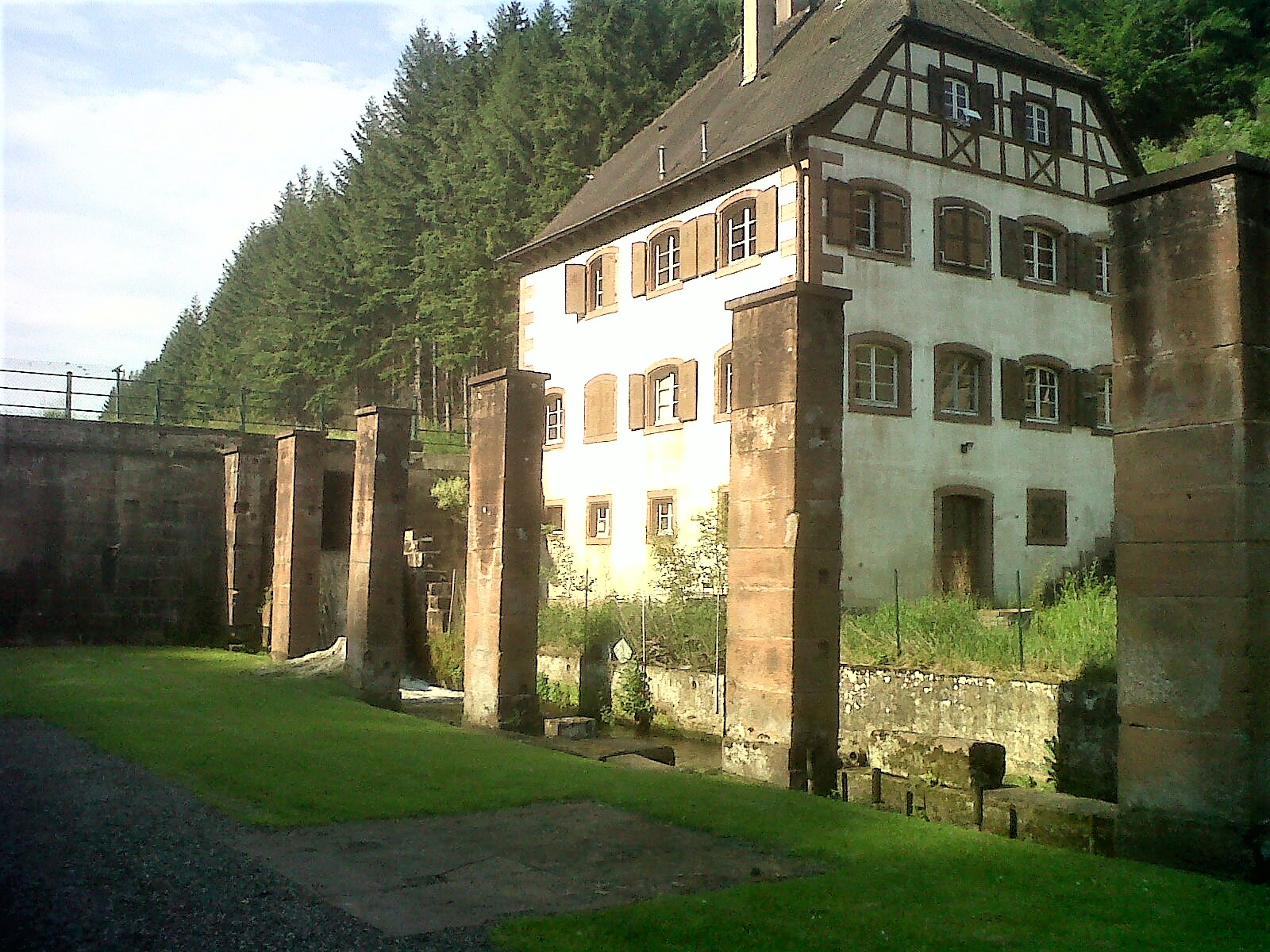
Reste der alten Schmiede in Jaegerthal